# Carol Welsman
Carol Welsman (Toronto, 29 de septiembre de 1960) es una vocalista y pianista de jazz canadiense. Es nieta del compositor y director Frank Welsman y hermana del compositor John Welsman. Ha sido nominada cinco veces para el Juno Award.

## Trayectoria
Carol Welsman asistió al Boston Berklee College of Music y se especializó en interpretación de piano. Estudió voz en Europa.
En 1990 regresa a Toronto y se une a la Facultad de Interpretación de Jazz en la Universidad de Toronto. Desde entonces ha seguido enseñando en clases y talleres, en universidades tanto de Canadá como de EE. UU.
En 1995 publica su CD "Lucky to be me", con estándares de jazz y que incluye su canción "This Lullaby", la cual presenta el 11 de septiembre de 2004 en el Larry King show. La canción fue también adoptada por Celine Dion en su CD de 2004 "Miracle" como "Baby, close your eyes".
Welsman también escribe letras para otros cantantes como Ray Charles y Nicole Scherzinger de The Pussycat Dolls. 
En 2005 fue el tema de un Documental llamado "El lenguaje del Amor", producido por Oscar Castro Neves para Stormy Nights Producions. Rodado en Brasil, Italia y América del Norte, Carol actúa con Herbie Hancock, el brasileño Djavan y Romano Musumarra.
Su CD de 2009, “I like men” -  Reflections of Miss Peggy Lee, llegó al Nº 5 en la votación de álbum del Año 2009 en USA Today. El 30 de abril de 2010 aparece en el Marian McPartland Piano Jazz siendo entrevistada por el presentador Jon Weber.
Su lengua nativa es la inglesa, que es la de la mayoría de sus canciones, pero también canta y enseña en francés y algunas de sus canciones son en portugués.

## Discografía

### Álbumes
- 1987: Just Imagination (EMI)
- 1995: Lucky to be me  (Welcar Music)
- 1997: Inclined  (Welcar Music)
- 1999: Swing Ladies, Swing - A Tribute to Singers of the Swing Era (Welcar Music)
- 2001: Hold Me (BMG Music Canada)
- 2003: The Language of Love (produced by Oscar Castro Neves, Savoy)
- 2005: What'cha Got Cookin' (Ludlow Music, Columbia Records, Japan)
- 2007: Carol Welsman  (Justin Time Records, International Release, produced by Jimmy Haslip)
- 2008: "Memories of You" - A tribute to Benny Goodman, with clarinetist Ken Peplowski (Japan Release - Muzak Records/Welcar Music)
- 2009: I like Men – Reflections of Miss Peggy Lee (produced by Jimmy Branly and Carol Welsman, Welcar Music)
- 2012: Journey (produced by Pierre Coté & Jimmy Branly)
- 2015: Alone Together (Welcar Music)

### Participaciones
- 2009: Banda Sonora Original de la película L'enfance de l'Art - Banda sonora de Romano Musumarra (GM.Musipro) (Tres canciones)